# PAS Hamedan
PAS Hamedan (per. باشگاه فوتبال پاس همدان) – irański klub piłkarski z siedzibą w mieście Hamedan. Obecnie występuje w 1. lidze.

## Historia
Klub został założony 9 czerwca 2007 na bazie zespołu PAS Teheran, który został rozwiązany tego samego dnia. POczątkowo zespół nosił nazwę Alwand Hamedan, jednak szybko zmieniono ją na PAS Hamedan. W swoim premierowym sezonie 2007/2008 zajął 5. miejsce w mistrzostwach Iranu. Później już nie radził sobie tak dobrze i kolejnych trzech sezonach walczył o utrzymanie. W sezonie 2009/2010 zajął 15. miejsce - tuż nad strefą spadkową. W sezonie 2010/2011 zajął 16.miejsce i pożegnał się z najwyższą klasą rozgrywkową Iranu. Powrócił do niej na krótko w sezonie 2015/2016, ale zajął ostatnie, 16. miejsce.

## Sukcesy
- 5. miejsce w mistrzostwach Iranu: 2008

## Skład na sezon 2010/2011
Aktualny na 20 lipca 2010
| Nr | Poz. | Piłkarz                |
| -- | ---- | ---------------------- |
| 1  | BR   | Saman Safa             |
| 2  | OB   | Hemat Abedineżad       |
| 3  | OB   | Pouria Sejfpanahi      |
| 4  | OB   | Saša Kolunija          |
| 5  | OB   | Madżid Hejdari         |
| 6  | PO   | Ruzbeh Szahalidust     |
| 7  | PO   | Akmał Chołmatow        |
| 8  | NA   | Amir Mohebi            |
| 9  | NA   | Farhad Chejrchah       |
| 10 | PO   | Morteza Aziz-Mohammadi |
| 12 | PO   | Hadi Bolouri           |
| 14 | PO   | Hadi Ramezani          |
| 15 | PO   | Mehdi Agha Mohammadi   |
| 16 | NA   | Meghdad Ghobachlou     |

| Nr | Poz. | Piłkarz                |
| -- | ---- | ---------------------- |
| 18 | OB   | Wahid Aliabadi         |
| 20 | PO   | Nader Ahmadi           |
| 21 | NA   | Udochukwu Nwoko        |
| 23 | PO   | Mostafa Jousefalizadeh |
| 24 | NA   | Hadi Chejri            |
| 27 | PO   | Pouria Ghejdar         |
| 29 | PO   | Artur Jedigarjan       |
| 30 | BR   | Mehdi Eslami           |
| 32 | PO   | Ramin Chosrawi         |
| 17 | NA   | Hamid Kazemi           |
| 22 | BR   | Sadra Behbahani        |
| 13 | PO   | Morteza Tabrizi        |
| 19 | PO   | Mostafa Soulaki        |
| 11 | NA   | Ali Samereh            |

## Reprezentanci kraju w barwach klubu
- Sohrab Bachtiarizadeh
- Akmał Chołmatow
- Mohammad Gholami
- Artur Jedigarjan
- Udochukwu Nwoko
- Ali Samereh